# Cristina Núñez Salmerón
Cristina Núñez Salmerón (Figueres, 28 d'abril de 1962) és una fotògrafa catalana. Viu i treballa en la localitat suïssa de Chiasso. La seva obra se centra principalment en l'autoretrat com una forma de teràpia. És una artista-fotògrafa autodidacta, el treball de la qual ha estat publicat i exhibit internacionalment. El 2020 obté un Doctorat per Publicacions sobre la seva pràctica i metodologia en l'Acadèmia de Belles arts de la Universitat de Derby, al Regne Unit.

## Trajectòria artística
Va començar a treballar l'autoretrat en 1988, després de cinc anys d'addicció a l'heroïna, com una cerca interior i a causa de la necessitat d'expressar emocions difícils. Més tard es va adonar que la pràctica de l'autoretrat era una manera d'explorar i afirmar la seva identitat creativa. Fins a l'any 2000 va produir llibres de fotografia en els quals s'abordaven qüestions socials a través del retrat. Bodi i Soul va ser la seva primera exposició en el Fondazione Studio Marangoni de Florència (Itàlia).
En 2004, fascinada pel poder del mitjà, va començar a convidar a altres persones a prendre autoretrats en el seu estudi i va construir un mètode articulat, els tallers The Self-Portrait Experience, que actualment dona a Itàlia, Espanya, Finlàndia, el Canadà, Luxemburg i els Estats Units. The Self-Portrait Experience, que va començar per la necessitat d'explorar la vida interior mitjançant l'autoretrat, amb directrius per a una percepció intuïtiva i l'elecció de les obres. Els tallers i conferències segueixen en galeries, museus, acadèmies de belles arts, presons i centres de salut mental perquè uns altres experimentin el procés creatiu a través de l'expressió de les emocions. Aquest fenomen ha estimulat un estudi filosòfic i antropològic que s'ha publicat en la premsa acadèmica a Itàlia i el Regne Unit.
En 2007 va començar a armar el seu projecte "Someone to Love", la seva autobiografia, autoretrats, fotos de la família, vídeo i text.
Les seves referències artístiques són: Elina Brotherus, Phillip Lorca di Corcia, Tina Barney, Cindy Sherman i Tomoko Sawada, entre d'altres. En tots els casos es tracta d'artistes que usen la fotografia com mitjà més que com a fi. Quant a la pintura, busca inspiració en Francisco de Goya, Diego Velázquez, Rembrandt, Gustave Courbet, Vincent van Gogh, Johannes Vermeer i molts altres.